# Franklyn
Franklyn es una película inglesa de fantasía de 2008. Dirigida por Gerald McMorrow e interpretada por Ryan Phillippe, Eva Green y Sam Riley.

## Argumento
La acción comienza en una ciudad de estética steampunk en el que Jonathan Preest es un vigilante enmascarado que vela por sus conciudadanos. Esto significa enfrentarse a las represivas fuerzas del orden, los Clérigos, y en consecuencia también mantenerse oculto. Preest se lamenta de la muerte de una joven a la que no pudo ayudar y está dispuesto a encontrar a su asesino y vengarse. El culpable no es otro que su archienemigo, “El Individuo”.
Preest cae en una trampa al ser delatado a los Clérigos que lo persiguen y terminan encerrándole. Es entonces cuando se nos muestra que Preest es en realidad David, un joven con problemas mentales que ha creado en su mente un mundo imaginario en el que se ve como un héroe y no un enfermo.
David ha sido internado en un psiquiátrico de Londres. Conoce a Emilia, una artista de arte contemporáneo que graba sus intentos de suicidios a modo de performance.
Paralelamente, conocemos a Milo, un joven de relativo éxito profesional que está saliendo de la depresión que le provocó que su prometida lo abandonara. También nos presentan a  Peter Esser, un hombre de mediana edad que ha llegado a Londres buscando a su hijo, un veterano de la Guerra del Golfo que se ha escapado de una institución psiquiátrica.
Volviendo al mundo ficticio, Preest es puesto en libertad. El jefe de los Clérigos le comunica que el Individuo ha regresado a la ciudad y que lo liberan a cambio de que se encargue de él. Preest acepta. 
Mientras, en Londres, Milo cree reconocer a una amiga de la infancia, Sally, que resulta ser idéntica a Emilia, y la persigue hasta que contacta con ella y quedan para cenar. Milo la espía unos minutos y siente que se ha vuelto a enamorar. El joven va a visitar a su madre y cuando le cuenta que ha vuelto a ver a Sally, ella le dice que Sally era una amiga imaginaria.
Peter Esser está tras la pista de su hijo, descubre que lo volvieron a internar y que, de nuevo, se había vuelto a escapar. Su hijo es David. Consigue hablar con su superior en el ejército, que resulta ser el jefe de los Clérigos y le confiesa a Peter que su hijo lo culpaba por la muerte de su hermana. Luego encuentra a un excompañero, que le proporciona la dirección de un restaurante al que no duda en acudir. Allí también está Milo, que a pesar de saber que Sally no existe, ha acudido a la cena.
Preest, logra finalmente encontrar al Individuo. Desde una ventana lo tiene a tiro. Falla el disparo y le da a Milo, esto le hace ver que en realidad es David y no Preest, que está en el piso de Emilia y que ésta ha dejado abierto el gas para intentar suicidarse una vez más. Emilia descubre a David y se asusta, él coge y enciende un mechero que hace que todo arda.
Emilia consigue escapar, en la calle se encuentra con Milo, herido, y ambos se miran enamorándose a primera vista.

## Reparto principal
- Jonathan Preest/David Esser: Ryan Phillippe
- Emila/Sally: Eva Green
- Milo: Sam Riley
- Peter Esser: Bernard Hill
- Dan: Richard Coyle

## Curiosidades
Inicialmente, el protagonista iba a ser interpretado por Ewan McGregor que se lesionó en el último momento y tuvo que ser sustituido.